# Milica Jovanović
Milica Jovanović (in serbo Милица Йовaновић?; Nikšić, 14 agosto 1989) è una cestista montenegrina.

## Carriera
Con il Montenegro ha disputato sei edizioni dei Campionati europei (2011, 2013, 2015, 2017, 2019, 2021).